# Constel·lació de Cefeu
Cefeu (Cepheus) és una constel·lació de l'hemisferi nord relacionada amb el mite de Perseu i Andròmeda. És una de les 88 constel·lacions modernes, i també una de les 48 ptolemaiques. Està situada entre les constel·lacions de Cassiopea i del Cigne i l'estrella polar. A un terç de la línia que uneix aquesta amb β de Cassiopea o Caph hom hi troba γ de Cefeu o Alrai. L'asterisme de Cefeu és un gran quadrilàter amb un triangle damunt, sent γ de Cefeu el vèrtex més alt.

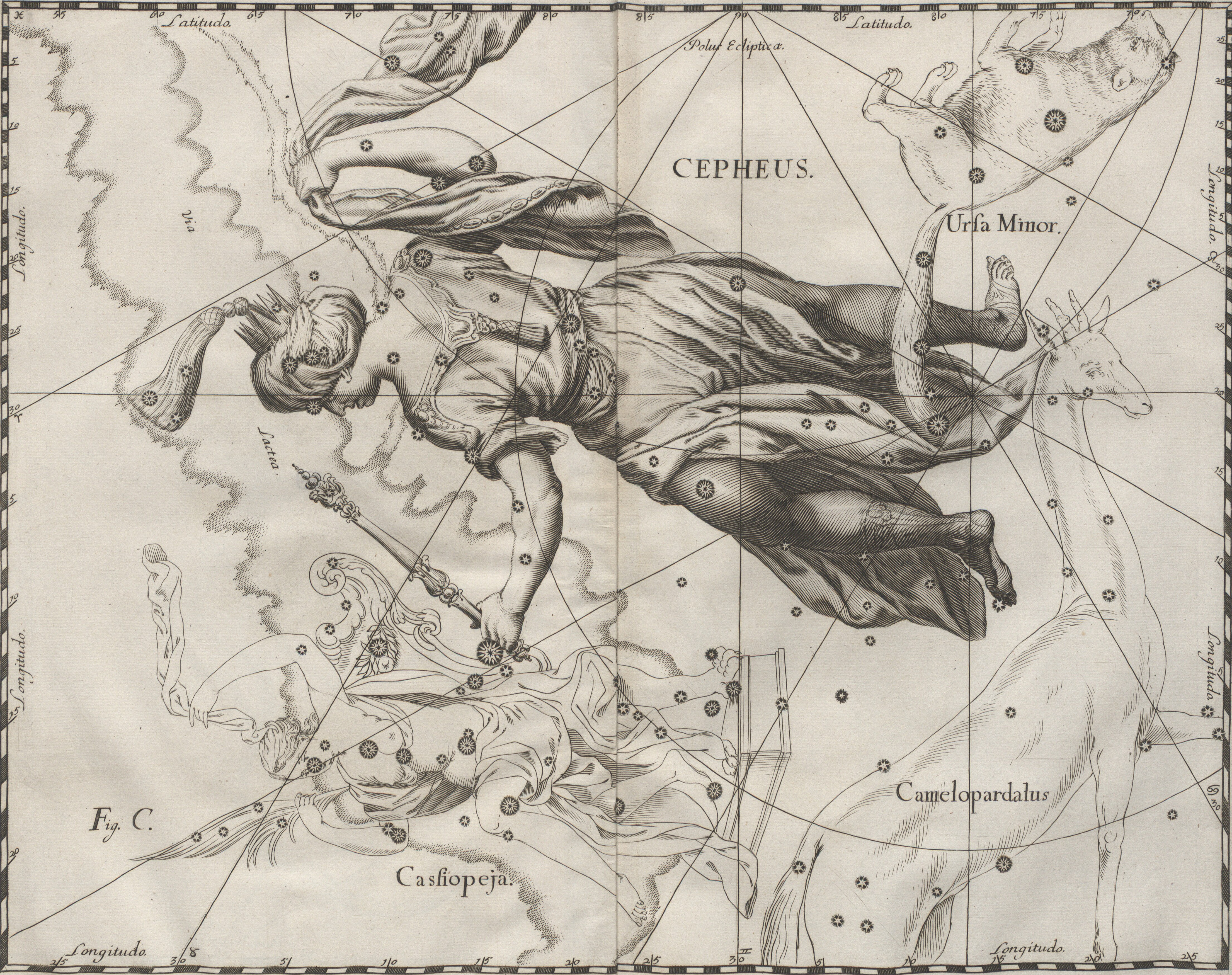

## Mitologia

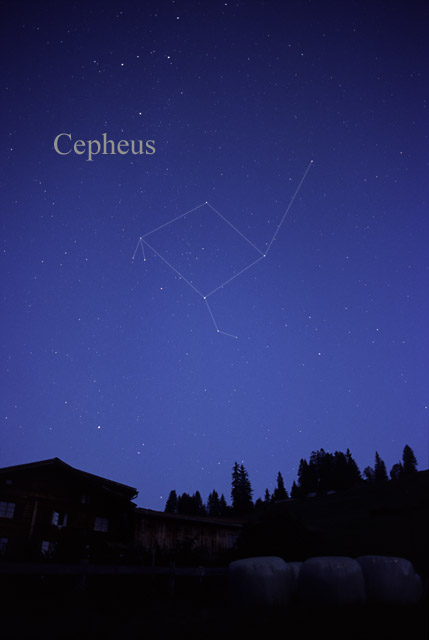
Vista de Cefeu.

Andròmeda, en la mitologia grega, bella filla del rei Cefeu, rei d'Etiòpia (zona de Jaffa, a les costes de Fenícia), i la reina Cassiopea i esposa de Cefeu. Cassiopea ofengué a les nereides que la jutjà més bella que elles, així que en venjança Posidó envià un monstre marí per devastar el regne de Cefeu. Com que només el sacrifici d'Andròmeda aplacava els déus, fou encadenada a una roca i deixada per ser devorada pel monstre. Perseu passà volant sobre el cavall alat Pegàs, i s'enamorà d'Andròmeda. Demanà la mà a Cefeu i aquest acceptà. Perseu aconseguí matar el monstre i alliberà Andròmeda. A la festa del seu matrimoni, però, l'oncle d'Andròmeda, Fineu, a qui originalment havia estat promès, intentà reclamar-la. Perseu el convertí en pedra amb el cap de Medusa. Andròmeda i Perseu tengueren sis fills i una filla.
Algunes figures d'aquest mite com la seva mare i el seu pare: Cassiopea i Cefeu, Perseu i el seu cavall alat Pegàs, i el monstre marí Cetus, han donat nom a les constel·lacions veïnes.

## Astronomia
Cefeu és la 27a constel·lació més gran del cel nocturn, ocupa una àrea de 588 graus quadrats. Es troba al quart quadrant de l'hemisferi nord (NQ4) i es pot veure a latituds entre +90° i -10°. Les constel·lacions veïnes són Camelopardalis, Cassiopeia, Cygnus, Draco, Lacerta i Ursa Menor.
La forma genitiva de Cefeu, usada en els noms d'estrelles, és Cephei. L'abreviatura de tres lletres, adoptada per la Unió Astronòmica Internacional (IAU) el 1922, és Cep. Cefeu pertany a la família de constel·lacions de Perseu, juntament amb Andròmeda, Auriga, Cassiopea, Cetus, Lacerta, Pegàs, Perseu i Triangulum.

### Estrelles
α de Cefeu és l'estrella més brillant de la constel·lació de Cefeu. És una estrella blanca de classe A, que actualment evoluciona d'una estrella de seqüència principal a una subgegant. Es troba a uns 49 anys llum de distància del Sistema Solar. El seu nom tradicional, Alderamin, deriva de la frase àrab الذرا اليمن að-ðirā 'al-Yaman, que significa ‘el braç dret’. L'estrella té una magnitud aparent de 2,5141. Gira a una velocitat molt alta, almenys 246 km/s, i completa una revolució en 12 hores o menys. Alderamin es pot veure a ull nu i mai es posa per sota de l'horitzó quan s'observa des d'Europa.
β de Cefeu és una estrella triple amb una magnitud aparent que varia de 3,15 a 3,21 en un període de 0,1904844 dies. Es troba a uns 690 anys llum de distància. El nom tradicional de l'estrella, Alfirk, deriva de l'àrab الفرقة al-firqah, que significa ‘el ramat’. Alfirk serveix com a prototip d'una classe d'estrelles conegudes com a estrelles variables β cefeides. Aquestes estrelles són estrelles de la seqüència principal amb masses que oscil·len entre les 7 i les 20 masses solars. Mostren variacions de brillantor com a resultat de les pulsacions de les seves superfícies. Les estrelles solen canviar de brillantor de 0,01 a 0,3 magnituds amb períodes de 0,1 a 0,6 dies. El component més brillant del sistema β de Cefeu és Alfirk A, una gegant blava classificada com a estrella de classe B2IIIev. El sufix -ev significa "emissió espectral que presenta variabilitat". L'estrella és un rotador lent i triga uns 51 dies a completar una única revolució, a una velocitat de rotació de 28 km/s.
γ de Cefeu, també coneguda com a Alrai, és un estel binari aproximadament a 50 anys llum de la Terra. Els noms tradicionals de l'estrella són Alrai, Er Rai i Errai, derivats de l'àrab ar-rā'ī, que significa ‘el pastor’. El sistema té una nana vermella. A causa de la precessió dels equinoccis, Alrai serà l'estel polar entre els anys 3000 i 5000, amb una gran aproximació al pol nord celeste cap a l'any 4000.

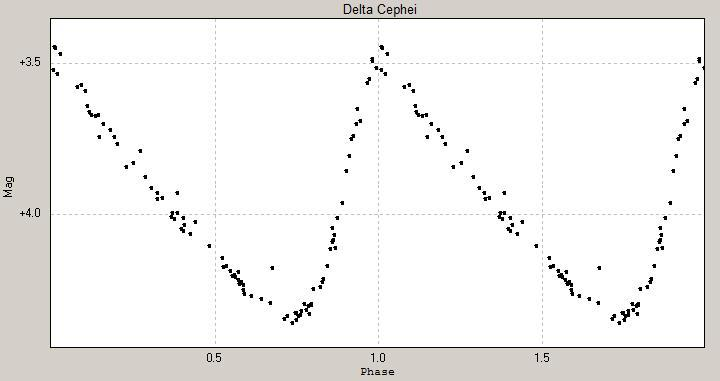
Variacions de la lluminositat de δ de Cefeu.

δ de Cefeu és el prototip de variable cefeida. És un sistema binari amb una magnitud aparent mitjana de 4,07. L'astrònom anglès John Goodricke (1764-1786) descobrí que aquest estel era variable en el 1784. Les variacions de lluminositat i tipus espectral de δ de Cefeu resulten de la pulsació de l'estrella. El tipus espectral de l'estrella varia de F5 a G3 durant un període de 5,36634 dies (5 dies, 8 hores, 47 minuts i 32 segons). El component més brillant del binari es classifica com a supergegant de classe F groc-blanc. Es creu que l'acompanyant és una estrella de classe B i es troba a 41 segons d'arc de distància. Té una magnitud aparent de 7,5. Les cefeides solen formar-se amb masses entre 3 i 30 vegades la del Sol, després passen per l'etapa de la seqüència principal com a estrelles de classe B i, un cop han consumit l'hidrogen del seu nucli, el seu nucli d'heli perd estabilitat i comença a contraure's i expandir-se a intervals regulars i pateixen etapes de fusió nuclear. Les cefeides són estrelles de gran massa en les últimes etapes de la seva existència que són prou lluminoses per ser vistes a ull nu i fàcilment trobades a les galàxies veïnes. Com que les seves lluminositats estan directament lligades als seus períodes de pulsació, els astrònoms només necessiten mesurar la magnitud visual de les estrelles per determinar la seva distància i les distàncies de les galàxies on es troben les estrelles.

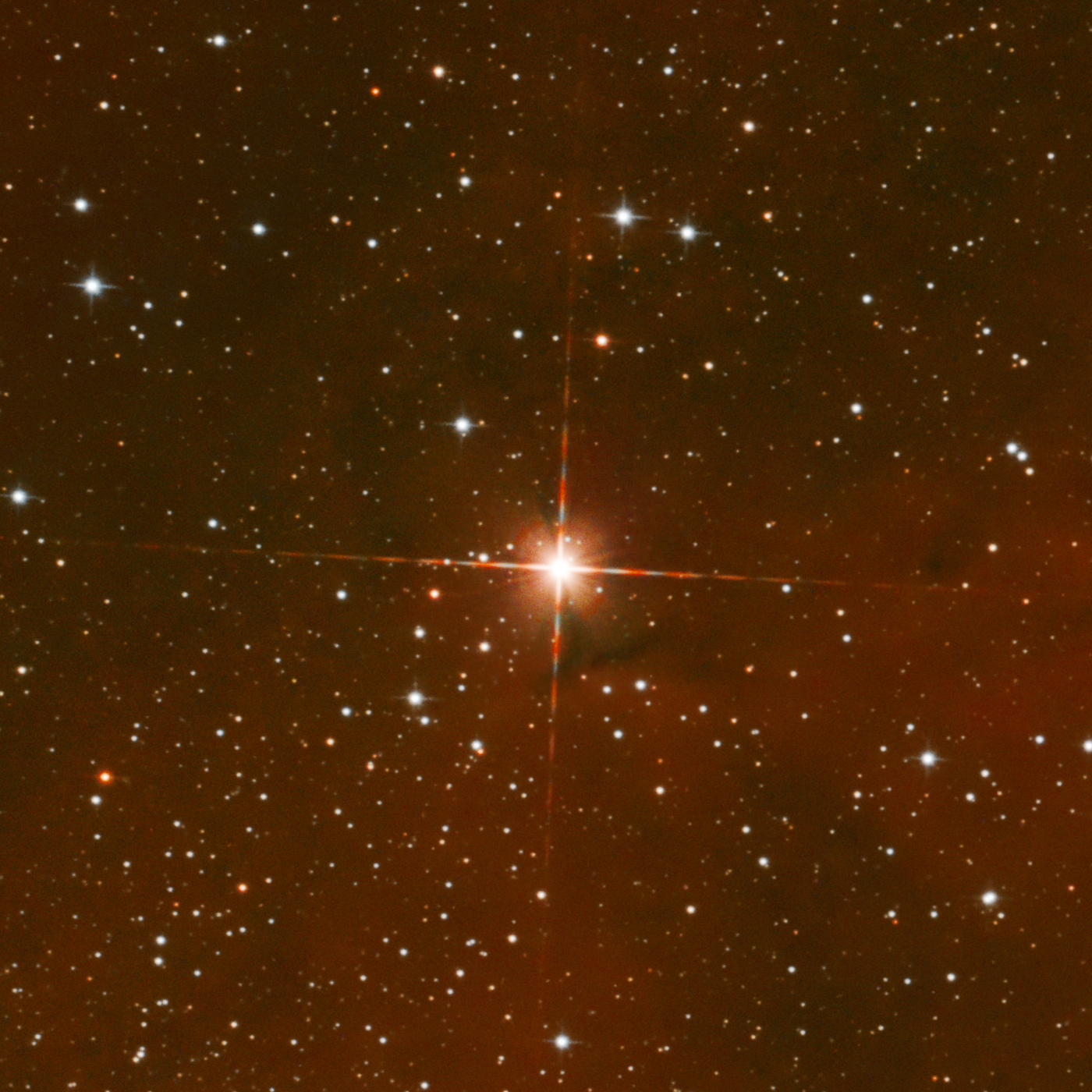
μ de Cefeu.

En aquesta constel·lació hi ha tres supergegants vermelles que són visibles per l'ull nu. μ de Cefeu fou batejat com l'estel granat per John Herschel, a causa del seu profund color vermell. És una estrella variable semiregular que varia entre la magnitud 3,4 i 5,1 en un període de 730 dies. Aquest estel té a prop d'11,8 unitats astronòmiques de radi. Si estigués al centre del nostre Sistema Solar, arribaria a l'òrbita de Saturn. Com μ Cep, VV Cephei també és variable, entre les magnituds 4,8 i 5,4 amb un període d'uns 20 anys. La tercera supergegant és HR 8164, d'una magnitud aparent de 5,66.
Kruger 60 és un estel binari de la dècima magnitud que consta de dues nanes vermelles. Els seus components s'anomenen Kruger 60 A i Kruger 60 B. Aquest sistema estel·lar és només a 13 anys llum de la Terra.

## Objectes notables del cel profund

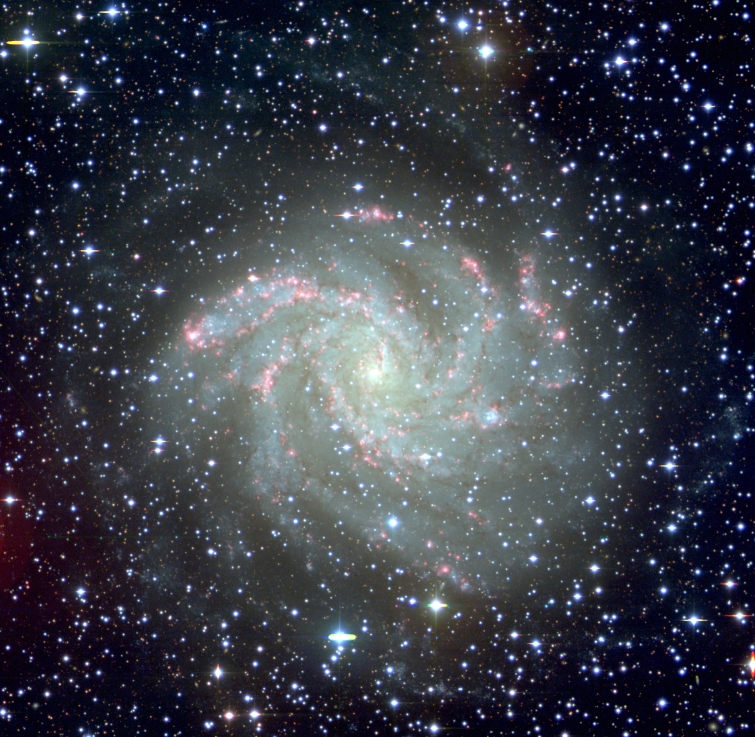
NGC 6946, la galàxia dels focs d'artifici.

Actualment (2024) s'han descobert vint-i-vuit planetes extrasolars en la constel·lació de Cefeu. De la majoria de sistemes planetaris només s'ha descobert un exoplaneta, però n'hi ha cinc amb dos descobriments G 264-012, γ de Cefeu, GJ 4276, HD 216520, TOI-1288 i TOI-1669.
La galàxia dels focs d'artifici NGC 6946 és una galàxia espiral intermèdia a Cefeu. Té una magnitud aparent de 9,6 i es troba a uns 22 milions d'anys llum de distància del Sistema Solar. Es troba prop de la vora de la constel·lació del Cigne. Fou descoberta per l'astrònom germano-britànic William Herschel (1738-1822) el 1798. Al llarg del segle passat i d'aquest s'hi han observat nou supernoves: SN 1917A, SN 1939C, SN 1948B, SN 1968D, SN 1969P, SN 1980K, SN 2002h02h i SN 2002h00s. Per aquest fet rep el nom de galàxia dels focs d'artifici.
La nebulosa del Mag o NGC 7380 és un cúmul estel·lar obert que fou descobert per l'astrònoma germano-britànica Caroline Herschel (1750-1848) el 1787. El cúmul està incrustat en una nebulosa d'uns 110 anys llum de mida. Es troba a la Via Làctia i a uns 11 400 anys llum de distància del Sistema Solar. Les estrelles que hi ha tenen menys de cinc milions d'anys, la qual cosa fa que NGC 7380 sigui un jove cúmul obert.

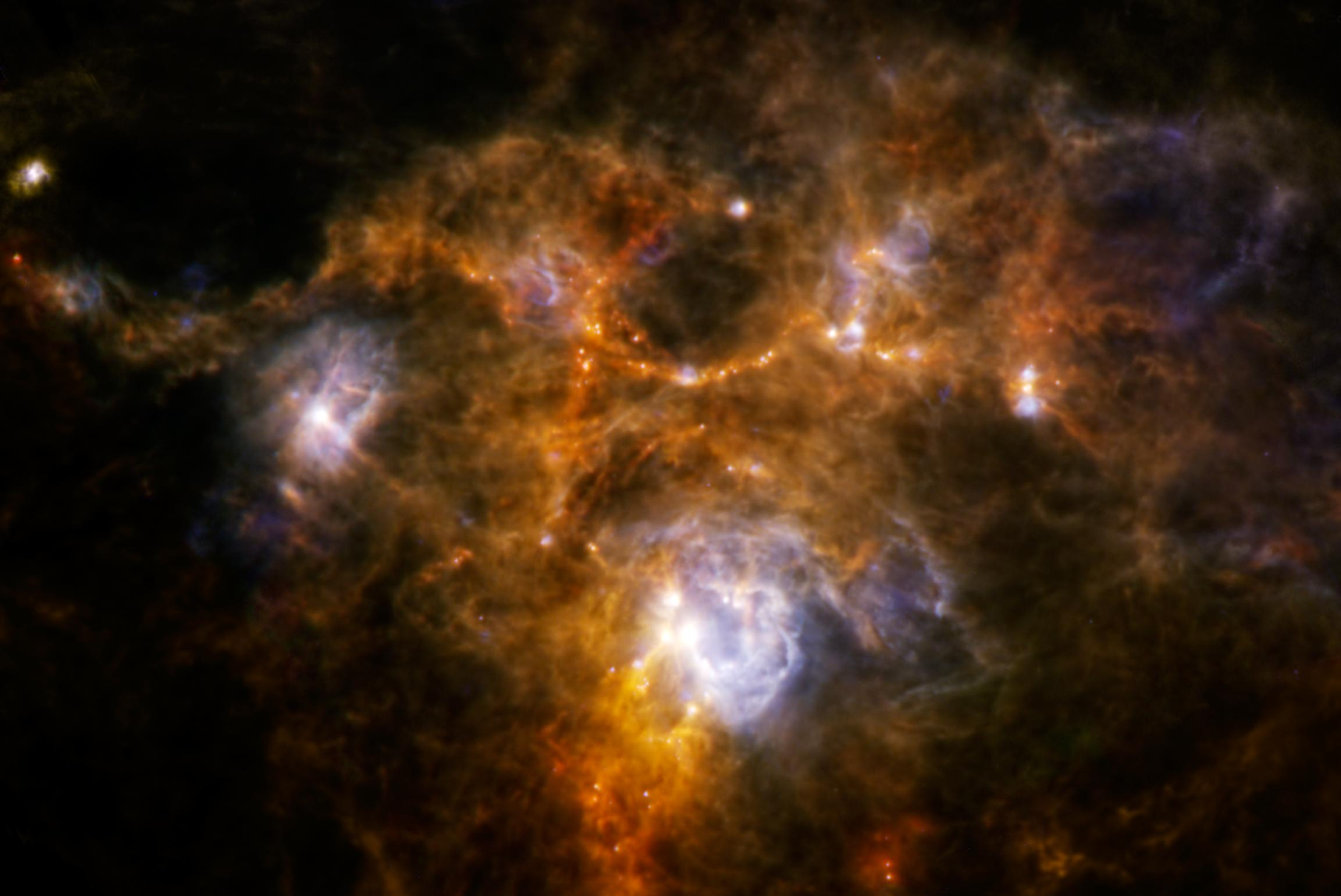
NGC 7538.

NGC 7538 és una nebulosa d'emissió o de reflexió, a aproximadament 9 100 anys llum de distància. La nebulosa conté la protoestrella més gran descoberta fins ara (una gran massa formada quan el gas dins d'un núvol molecular gegant que es contrau). La protoestrella, situada al braç espiral de Perseu de la Via Làctia, és 300 vegades la mida del Sistema Solar.
NGC 188 (Caldwell 1) és un cúmul estel·lar obert, a aproximadament 5 000 anys llum de distància. Fou descobert per William Herschel l'any 1825. És un dels cúmuls oberts més antics coneguts. Es troba a uns cinc graus de distància del pol nord celeste.

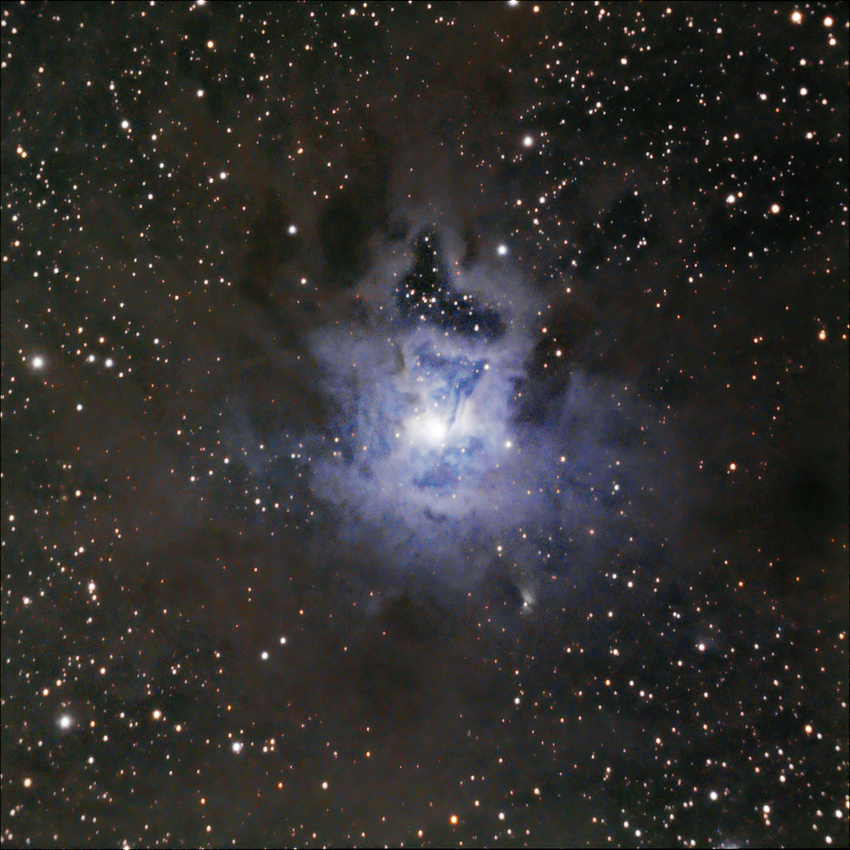
Nebulosa Iris, NGC 7023 o Caldwell 4.

La nebulosa Iris (NGC 7023 o Caldwell 4) és una nebulosa de reflexió amb una magnitud aparent de 6,8. Es troba a uns 1 300 anys llum de distància. L'objecte és realment un cúmul estel·lar incrustat dins d'una nebulosa. Està il·luminada per l'estrella SAO 19158 i es troba a prop de dues estrelles relativament brillants, τ de Cefeu i β de Cefeu.
NGC 7129 és una regió de formació estel·lar de cúmul obert situada en una nebulosa de reflexió que té la forma d'un capoll de rosa. El cúmul conté més de 130 estrelles joves, que es creu que tenen menys d'un milió d'anys. Es troba a uns 2 500 anys llum de distància i té una magnitud aparent d'11,5.
NGC 7142 és un altre cúmul obert a Cefeu. Té una magnitud aparent de 9,3 i es troba a uns 9 700 anys llum de distància. El cúmul es troba a les proximitats de la nebulosa NGC 7129 i es creu que està enfosquit per un núvol interestel·lar. Es creu que el cúmul és un dels cúmuls oberts més antics coneguts, fins i tot si la seva edat és difícil de determinar perquè es desconeix fins a quin punt està enfosquit per l'envermelliment interestel·lar. Curiosament, per a un cúmul antic, NGC 7142 conté un nombre inusualment elevat d'estrelles blaves joves.